# Light for the World
Light for the World/Licht für die Welt ist ein europäischer Fachverband von Nichtregierungsorganisationen zugunsten augenkranker, blinder und anders behinderter Menschen in Entwicklungsländern. In 185 Hilfsprojekten in Afrika, Asien, Ozeanien und Lateinamerika setzt sich Light for the World gemeinsam mit lokalen Partnern für die Chancen und Rechte behinderter und von Behinderung bedrohter Menschen in besonders benachteiligten Regionen der Welt ein, ohne Berücksichtigung von Nationalität, ethnischer Zugehörigkeit, Geschlecht oder Religion.

## Struktur
Der Verein umfasst acht Mitgliedsorganisationen:
- Licht für die Welt Österreich
- Licht für die Welt Schweiz
- Licht für die Welt e. V. Deutschland
- Světlo pro Svět - Light for the World (Tschechien)
- Light for the World CIO (UK)
- Licht voor de Wereld / Lumiére pour le monde (Belgien)
- Light for the World The Netherlands (Niederlande)
- Light for the World USA Inc.

Es handelt sich hierbei um gleichberechtigte Schwesternvereine mit eigenen Geschäftsführungen.
2008 wurde von Licht für die Welt, Světlo pro Svět und Licht voor de Wereld die Confederation Light for the World gegründet, um eine intensivere Zusammenarbeit der Schwestervereine zu erzielen. Dabei wolle man „mit flexiblen, unbürokratischen Entscheidungsstrukturen […] Synergien für unsere Arbeit nutzbar machen.“ (Tätigkeitsbericht 2008/09).
2009 wurde eine länderübergreifende Abteilung zur Koordination von internationalen Experten (Unit of Programme Support and International Advocacy) gegründet. Sie kümmert sich um anwaltschaftliche Arbeit für die Rechte von Menschen mit Behinderungen die Etablierung einer nachhaltigen Entwicklungspolitik auf europäischer und internationaler Ebene.
2015 wurde der Dachverband Licht für die Welt International von den Gründungsvereinen Österreich, Tschechien, Niederlande und Belgien gegründet, die Vereine in Deutschland und der Schweiz traten dem Dachverband bei. 2016 wurden die Vereine in UK und USA als Mitglieder aufgenommen.
Im Jahr 2016 betrug das Budget 25,8 Millionen Euro, davon stammen 55 % aus Spendenerlösen, 12 % von Stiftungen und 16 % aus öffentlichen Projektförderungen, insbesondere vom österreichischen Bundesministerium für europäische und internationale Angelegenheiten und der Europäischen Union, der Rest stammt unter anderem aus Vermächtnissen.

## Geschichte der einzelnen nationalen Organisationen
Die österreichische Licht für die Welt wurde 1988 in Wien mit dem Vereinsnamen Christoffel-Blindenmission als österreichisches Mitglied von CBM International gegründet. 1996 begann die österreichische Regierung, mit der CBM innerhalb des Programmes der österreichischen Entwicklungshilfe zusammenzuarbeiten.
2004 wurde die Organisation in Licht für die Welt – Christoffel-Entwicklungszusammenarbeit umbenannt und Bundespräsident Heinz Fischer übernahm die Schirmherrschaft. Sie ist zudem Träger des Österreichischen Spendengütesiegels.
Im Frühjahr 2008 begann der Verein das erste österreichische Patenschaftsprogramm ausschließlich für behinderte Kinder in Afrika. Mit 25 Euro pro Monat ermöglichen Paten Kindern mit Behinderung Zugang zu Rehabilitation und geben ihnen so die Möglichkeit, ein eigenständiges Leben zu führen und alltägliche Fertigkeiten wie sitzen, gehen und sprechen zu lernen. Der Verein unterhält sogenannte „Unterstützungsvereine“ in Zürich und München, durch die auch Spenden aus der Schweiz und Deutschland steuerlich absetzbar sind.
Light for the World in Belgien wurde 1997 unter dem Namen Christian Blind Mission Belgium gegründet und war ursprünglich ebenfalls Mitglied der CBMI. Ende 2008 löste man sich von der CBMI, gab sich den Namen Licht voor de Wereld/Lumiére pour le monde und wurde Mitglied der Konföderation Light for the World.
Světlo pro Svět wurde 2007 in Tschechien gegründet.
Die niederländische Stichting Dark & Light wurde 1982 als Familienunternehmen gegründet und entwickelte sich in den folgenden zwanzig Jahren zu dem größten Hilfswerk der Niederlande. Am 21. Februar 2011 unterzeichneten die Geschäftsführer von Licht für die Welt, Světlo pro Svět, Lumiére pour le monde und Dark & Light ein Abkommen, mit dem letztere Organisation dem Verband beitrat und in Light for the World umbenannt wurde. Dieser Schritt wurde mit dem 1. April 2011 vollzogen.

## Schwerpunkte
Arbeitsschwerpunkte sind die Prävention und Heilung von Blindheit, die Rehabilitation von blinden und anders behinderten Menschen, die Prävention von Behinderung und die Stärkung der Rechte von behinderten Menschen. Schwerpunktländer sind Äthiopien, Mosambik, Burkina Faso, Südsudan, Pakistan, Bolivien und Indien.
In den 185 Projekten, die der Verein im Jahr 2013 in 19 Ländern unterstützt hat, wurden 953.000 Menschen untersucht, behandelt, ausgebildet oder operiert, darunter 56.367 Operationen am Grauen Star durchgeführt und 73.554 Kinder mit Behinderungen gefördert und rehabilitiert.

## Vernetzung
Die Organisation ist international stark vernetzt und Mitglied des International Disability and Development Consortium (IDDC), des europäischen NGO-Dachverbands CONCORD sowie der International Agency for the Prevention of Blindness (IAPB).

## „Botschafter“

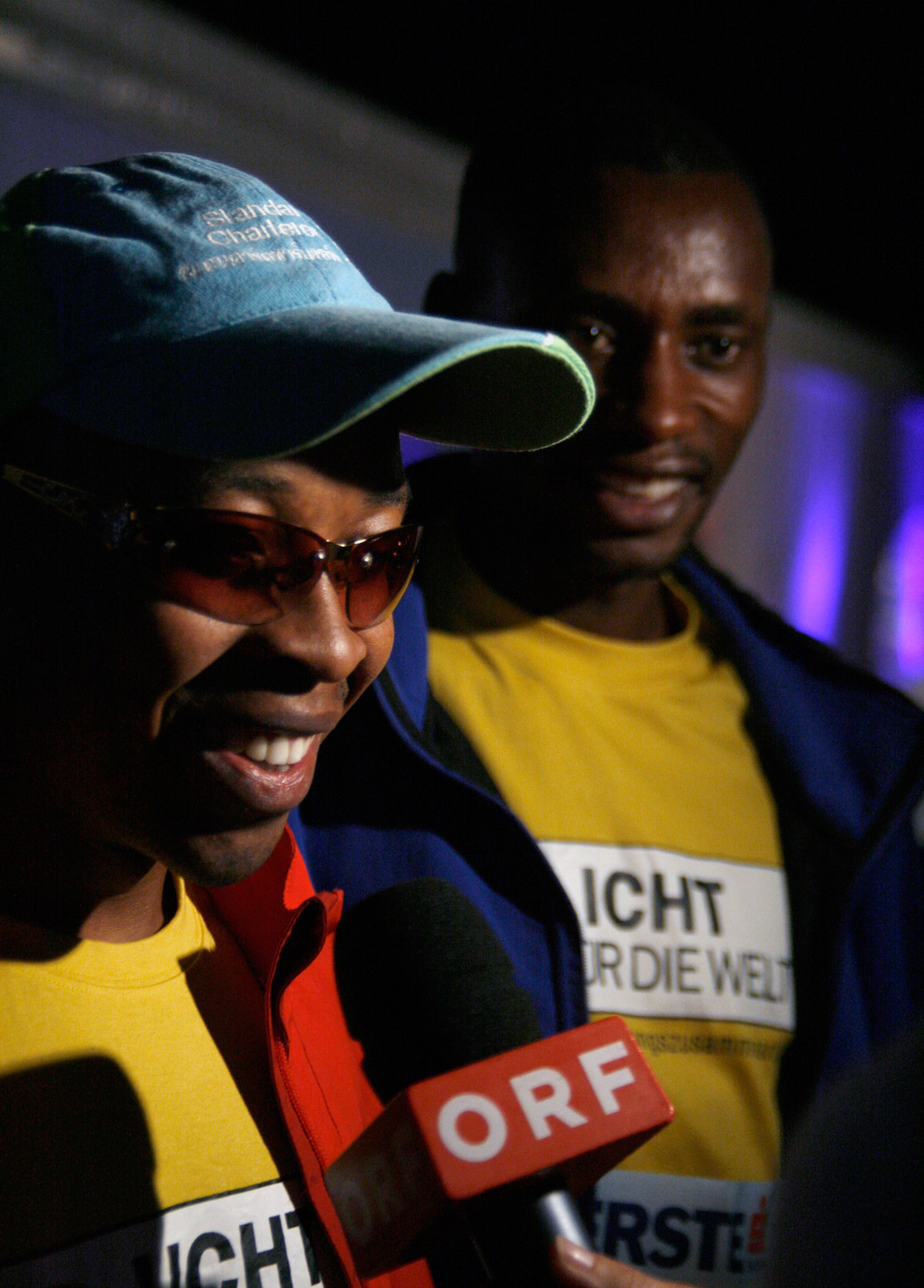
Die Läufer Henry Wanyoike und Joseph Kibunja bei der Licht für die Welt-Benefizveranstaltung Vienna Night Run 2009

Als „Botschafter des Guten Willens“ engagiert sich seit 2001 die Schauspielerin, Moderatorin und Autorin Chris Lohner für den österreichischen Konföderationsteil „Licht für die Welt“. Auf internationaler Ebene wurde bzw. wird die Konföderation von einer Reihe prominenter Botschafter vertreten: Paralympics-Sieger Henry Wanyoike, Olympiasieger und Vierfach-Weltmeister Haile Gebrselassie, Maximilian von und zu Liechtenstein, die frühere österreichische Außenministerin und EU-Kommissarin Benita Ferrero-Waldner, Nelson Mandelas Anwalt Joel Joffe sowie die Menschenrechtsaktivisten Yetnebersh Nigussie und Ron McCallum.